# Australian Volleyball League (femminile)
L'Australian Volleyball League è la massima serie del campionato australiano di pallavolo femminile: al torneo partecipano otto squadre di club australiane e la squadra vincitrice si fregia del titolo di campione d'Australia.

## Albo d'oro
| Anno          | Podio              | Podio                | Podio                         |
| Campione      | Seconda            | Terza                |                               |
| ------------- | ------------------ | -------------------- | ----------------------------- |
| 1998 Dettagli | AIS                | Mount Lofty          | Melbourne Falcons             |
| 1999 Dettagli | CIT                | Melbourne Falcons    | Cenovis Adelaide              |
| 2000 Dettagli | CIT                | Queensland Pirates   | Mount Lofty Melbourne Falcons |
| 2001 Dettagli | Mount Lofty        | UTS                  | CIT                           |
| 2002 Dettagli | Mount Lofty        | Melbourne Falcons    | UTS                           |
| 2003 Dettagli | WA Pearls          | AIS                  | UTS                           |
| 2004 Dettagli | AIS                | University of Sydney | Melbourne Falcons             |
| 2005 Dettagli | USC Lion           | Canberra Heat        | Melbourne Falcons             |
| 2006 Dettagli | Mount Lofty        | University of Sydney | UTS                           |
| 2007 Dettagli | University Blues   | UTTSU Shield         | Adelaide Rangers              |
| 2008 Dettagli | UTTSU Shield       | University Blues     | Queensland Pirates            |
| 2009 Dettagli | WA Pearls          | University Blues     | Volleyball SA                 |
| 2010 Dettagli | WA Pearls          | University Blues     | UTTSU Shield                  |
| 2011 Dettagli | WA Pearls          | Volleyball SA        | University Blues              |
| 2012 Dettagli | Queensland Pirates | VVA Vultures         | WA Pearls                     |
| 2013 Dettagli | WA Pearls          | VVA Vultures         | University Blues              |
| 2014 Dettagli | University Blues   | UTTSU Shield         | Queensland Pirates            |
| 2015 Dettagli | University Blues   | UTTSU Shield         | VVA Vultures                  |
| 2016 Dettagli | University Blues   | UTTSU Shield         | Queensland Pirates            |
| 2017 Dettagli | University Blues   | WA Pearls            | Queensland Pirates            |

## Palmarès
| Squadra            | Titolo | Stagione                     |
| ------------------ | ------ | ---------------------------- |
| WA Pearls          | 5      | 2003, 2009, 2010, 2011, 2013 |
| University Blues   | 5      | 2007, 2014, 2015, 2016, 2017 |
| Mount Lofty        | 3      | 2001, 2002, 2006             |
| CIT                | 2      | 1999, 2000                   |
| AIS                | 2      | 1998, 2004                   |
| USC Lion           | 1      | 2005                         |
| UTTSU Shield       | 1      | 2008                         |
| Queensland Pirates | 1      | 2012                         |